# لری آبنی
لری آبنی (انگلیسی: Larry Abney؛ زادهٔ ۱۹ مهٔ ۱۹۷۷) بازیکن بسکتبال اهل ایالات متحده آمریکا است.